# لو رضا
لو رضا (بالإنجليزية: Lou Reda)‏ هو محرر أمريكي، ولد في 1925، وتوفي في 30 سبتمبر 2017.

## وصلات خارجية
- لو رضا على موقع IMDb (الإنجليزية)
- لو رضا على موقع قاعدة بيانات الفيلم (الإنجليزية)